# Werner Hartmann (Marineoffizier)
Werner Friedrich Wilhelm Adolf Hartmann (* 11. Dezember 1902 in Silstedt; † 26. April 1963 in Usseln) war ein deutscher Kapitän zur See im Zweiten Weltkrieg, Träger des Ritterkreuz des Eisernen Kreuzes sowie Offizier der Bundesmarine. Als Kommandant von U 26, U 37 und U 198 versenkte Hartmann insgesamt 26 Schiffe mit 115.332 BRT.

## Leben
Hartmanns Vater Albert Hartmann (1867–1927) war von 1896 bis 1911 evangelischer Pfarrer in Silstedt im preußischen Kreis Grafschaft Wernigerode. Dort besuchte Werner Hartmann die Volksschule. Bis zum Schulabschluss Quinta wurde er privat unterrichtet. Mit 12 Jahren trat er in das Vorkorps des preußischen Kadettenkorps in Oranienstein ein. Am 1. April 1917 versetzte man ihn in die Hauptkadettenanstalt Lichterfelde. Er war zum Ende des Ersten Weltkriegs 1918 der letzte Führer der 4. Kompanie der Hauptkadettenanstalt.

### Reichsmarine
Nach dem Abitur trat Hartmann am 1. April 1921 als Offiziersanwärter (Crew 21) in die Reichsmarine ein. Nach infanteristischer Grundausbildung in Stralsund und verschiedenen Waffenkursen und Lehrgängen an der Marineschule Mürwik in Flensburg-Mürwik wurde er am 1. April 1923 Fähnrich zur See und begann den Hauptlehrgang für Fähnriche. Es folgten Bordausbildung auf dem Linienschiff Hannover und dem Segelschulschiff Niobe. Anschließend absolvierte Hartmann ab 1. Oktober 1925 an Bord des Kleinen Kreuzers Berlin eine Ausbildung zum Signaloffizier. Am gleichen Tag erhielt er seine Beförderung zum Leutnant zur See. Am 1. April 1926 wurde Hartmann als Zugoffizier der II. Schiffsstammdivision der Ostsee in Stralsund zugeteilt. Am 1. Juli 1927 wurde er zum Oberleutnant zur See befördert und am 1. Oktober 1927 als Wachoffizier auf das Torpedoboot T 157 versetzt. Ab 1. Oktober 1929 diente er als Ausbilder an der Marineschule Mürwik und danach in gleicher Funktion an Bord des Leichten Kreuzers Emden. Ab 1. April 1931 war er Ausbildungsoffizier und Adjutant auf dem Leichten Kreuzer Karlsruhe. Am 1. Oktober 1931 wurde er als Lehrer an die Torpedoschule in Flensburg-Mürwik versetzt. Am 1. Oktober 1933 wurde Hartmann zum Kapitänleutnant befördert und Kommandant des Torpedobootes Albatros.

### Kriegsmarine
Bis Oktober 1935 war Hartmann Kommandant der Albatros. Am 1. Oktober 1935 wechselte er zu der im Aufbau begriffenen U-Boot-Waffe und erhielt seine U-Bootsausbildung als Wachoffizier auf einem Schul-U-Boot in Kiel. Nach Beendigung des Lehrgangs war Hartmann vom 21. Dezember 1935 bis 31. März 1936 zur Verfügung beim Führer der U-Boote (F.D.U.) und zur Baubelehrung für das neue U-Boot U 26. Am 1. April 1936 stellte er als Kommandant dieses Boot in Dienst; es war der 2. U-Flottille „Saltzwedel“ zugeteilt.
1937 und 1938 operierte Hartmann mit seinem Boot während des Spanischen Bürgerkriegs vor der spanischen Küste. Während dieser Zeit wurde er am 1. Juli 1937 zum Korvettenkapitän befördert.

#### Zweiter Weltkrieg
Von Oktober 1938 bis Dezember 1939 war Hartmann Chef der 6. U-Flottille „Hundius“. Im September 1939 wurde er zusätzlich Kommandant von U 37 und war ab Januar 1940 Chef der 2. U-Flottille. Mit U 37 unternahm Hartmann drei Feindfahrten. Auf der ersten (5. Oktober bis 8. November 1939) versenkte er acht Schiffe mit 35.306 BRT, auf der zweiten (28. Januar 1940 bis 27. Februar 1940) acht Schiffe mit 24.538 BRT. Dafür wurde er am 1. März 1940 im Wehrmachtbericht erstmals erwähnt. Seine dritte und letzte Feindfahrt mit U 37 begann am 31. März 1940 und endete am 18. April 1940. Dabei wurden drei Schiffe mit 18.715 BRT versenkt, wofür Hartmann am 19. April 1940 erneut im Wehrmachtbericht Erwähnung fand. Unter diesen Schiffen befand sich auch das Dampfschiff Hop, das noch vor dem Überfall auf Norwegen am 9. April 1940 vor den Shetlands versenkt wurde. Am 1. Mai 1940 wechselte Hartmann als Erster Admiralstabsoffizier in den Stab des Befehlshabers der U-Boote (B.d.U.). Am 9. Mai 1940 wurde er mit dem Ritterkreuz des Eisernen Kreuzes ausgezeichnet. Von November 1940 war er für ein Jahr Kommandeur der 2. Unterseebootslehrdivision in Gotenhafen. Am 1. April 1941 erfolgte seine Beförderung zum Fregattenkapitän. Er blieb in Gotenhafen und übernahm im Dezember 1941 die 27. U-Flottille, die für die taktische Ausbildung von U-Boot-Besatzungen zuständig war.
Am 1. November 1942 übernahm er erneut das Kommando über ein U-Boot, U 198, mit dem er eine Feindfahrt vom 9. März bis zum 25. September 1943 unternahm. Auf dieser mehr als 200 Tage dauernden Fahrt vor der Ostküste Südafrikas und bei Madagaskar, während der auch seine Beförderung zum Kapitän zur See erfolgte, versenkte sein Boot sieben Schiffe mit 36.778 BRT. Für seine Leistungen mit U 198 erhielt Hartmann als 645. Angehöriger der Wehrmacht am 5. November 1944 das Eichenlaub zum Ritterkreuz. Mitte Januar 1944 wurde Hartmann zum Führer der U-Boote im Mittelmeerraum ernannt. Im August 1944 wurde er Einsatzchef Italien der dort stationierten Kleinkampfverbände der Kriegsmarine, was er bis November 1944 blieb.
Mitte Oktober 1944 wurde Hartmann zum Gauführer des deutschen Volkssturms in Danzig. Am 4. Februar 1945 wurde er Kommandeur des neu aufzustellenden Marine-Grenadier-Regiments 6 der 2. Marine-Infanterie-Division, mit dem er im April 1945 in Norddeutschland an verlustreichen Einsätzen an der Weser, Aller und in der Lüneburger Heide beteiligt war. Am 1. Mai 1945 gingen die Reste der Division bei Cuxhaven über die Elbe nach Schleswig-Holstein und kamen dort am Kaiser-Wilhelm Kanal zum Einsatz. Am 6. Mai 1945 kam Hartmann mit diesen in Kriegsgefangenschaft. Anschließend erfolgt seine Internierung in einem belgischen Lager.

### Nachkriegszeit
Als Hartmann am 1. Dezember 1946 aus der Kriegsgefangenschaft entlassen wurde, begann er eine Ausbildung zum Tischler und arbeitete anschließend zunächst in einem Evangelischen Hilfswerk in Schleswig-Holstein. Später wurde er Kinderheimverwalter und Internatsleiter in St. Peter. 1951 wurde er Obmann und Sozialsekretär in der Landeskirche von Kurhessen-Waldeck.
Nach Beginn der Aufstellung der Bundesmarine, die am 2. Januar 1956 begonnen hatte, trat Hartmann am 10. Juli 1956 dieser bei. Von Juli 1956 bis März 1962 war er Kommandeur des Marineausbildungsregiments in Glückstadt. Am 1. April 1962 wurde Hartmann in den Ruhestand versetzt.
In der Saison 1962 war Hartmann Schulleiter der Hanseatischen Yachtschule des Deutschen Hochseesportverband HANSA. Er starb am 26. April 1963.

## Auszeichnungen
- Dienstauszeichnung IV und III. Klasse am 2. Oktober 1936 (gemeinsame Verleihung)
  - II. Klasse am 1. April 1939
- Spanisches Marineverdienstkreuz in Weiß am 21. August 1939
- Spanisches Verdienstkreuz in Silber II. Klasse am 21. August 1939
- Eisernes Kreuz (1939) II. und I. Klasse am 8. November 1939
- Verwundetenabzeichen in Schwarz im Jahr 1942
- U-Boot Kriegsabzeichen am 7. Dezember 1939 mit Brillanten 1944/1945
- Zweimalige Nennung im Wehrmachtbericht (1. März und 19. April 1940)
- Ritterkreuz des Eisernen Kreuzes mit Eichenlaub
  - Ritterkreuz am 9. Mai 1940 (8. Marine/4. U-Boote)
  - Eichenlaub am 5. November 1944 (645. Verleihung/47. Marine/27. U-Boote)

## Werke
- Feind im Fadenkreuz. Verlag die Heimbücherei, Berlin 1942.